# Jim Hadnot
James Weldon Hadnot, detto Jim (Jasper, 15 gennaio 1940 – 2 agosto 1998), è stato un cestista statunitense, professionista nella ABL e nella ABA.

## Carriera
Venne selezionato dai Boston Celtics al terzo giro Draft NBA 1962 (25ª scelta assoluta).

## Palmarès
- Campione NIT (1961)